# Windows Calendar
Windows Calendar е календар, включен в Windows Vista и Windows Server 2008. Поддържа файловия формат iCalendar и има способността да публикува уеб базирани календари, използвайки HTTP и WebDAV.
Windows Calendar има няколко изгледа, включително дневен, седмичен и месечен, а също и поддържа раздел „Задачи“.
Windows Calendar може да бъде разширен, като се използва приложно-програмният интерфейс, включен в CF4 Developer Kit.
Приложението не се инсталира по подразбиране на Windows Server 2008. То става достъпно, ако компонентът Desktop Experience е инсталиран.
Windows Calendar не е предоставен в Windows 7
|  | Тази страница частично или изцяло представлява превод на страницата Windows Calculator в Уикипедия на английски. Оригиналният текст, както и този превод, са защитени от Лиценза „Криейтив Комънс – Признание – Споделяне на споделеното“, а за съдържание, създадено преди юни 2009 година – от Лиценза за свободна документация на ГНУ. Прегледайте историята на редакциите на оригиналната страница, както и на преводната страница, за да видите списъка на съавторите. ВАЖНО: Този шаблон се отнася единствено до авторските права върху съдържанието на статията. Добавянето му не отменя изискването да се посочват конкретни източници на твърденията, които да бъдат благонадеждни. |